# Athelia rolfsii
Espèce
Athelia rolfsii est une espèce de champignons corticioïdes de la  famille des Atheliaceae, présent dans toutes les régions tempérées chaudes, tropicales et subtropicales. 
C'est un champignon phytopathogène facultatif, polyphage, qui parasite plus de 500 espèces de plantes appartenant à une centaine de familles différentes. C'est l'agent responsable de maladies de pourriture de la tige et des racines, entraînant des symptômes de flétrissements  chez diverses plantes cultivées. Sur pomme de terre, il provoque des nécroses à la base des tiges qui sont à l'origine de flétrissements.

## Taxinomie
L'espèce a été décrite en 1911 par le mycologue italien, Pier Andrea Saccardo, sur la base de spécimens que lui avait envoyés l'agronome américain, Peter Henry Rolfs. Ce dernier attribuait à ce champignon alors inconnu la cause d'une maladie de pourriture et de flétrissement de la tomate en Floride. 
Les spécimens reçus par Pier Andrea Saccardo, constitués d'hyphes et de sclérote étaient stériles. 
Il rangea cette espèce dans l'ancien genre Sclerotium, sous le nom de Sclerotium rolfsii. Ce n'est toutefois pas une espèce de Sclerotium au sens strict.
En 1932, le mycologue italien Mario Curzi découvrit que le téléomorphe (forme sexuée sporifère) était un champignon corticioïde et, par conséquent, il rangea l'espèce dans le genre Corticium. 
Dans l'évolution vers une classification plus naturelle des champignons, l'espèce Corticium rolfsii fut transférée dans le genre Athelia en 1978.

### Synonymes
- Corticium rolfsii Curzi,
- Pellicularia rolfsii (Curzi) E. West,
- Botryobasidium rolfsii (Curzi) Venkatar.,
- Sclerotium rolfsii (anamorphe) Sacc.